# 有界入力有界出力安定性
有界入力有界出力安定性（ゆうかいにゅうりょくゆうかいしゅつりょくあんていせい、英: Bounded-Input Bounded-Output Stability）またはBIBO安定性（英: BIBO Stability）は、信号処理や制御理論における信号やシステムの安定性の一形態である。システムがBIBO安定であるとは、有限な入力を与えられたとき、常に有限な出力となることをいう。
ある有限値 {\displaystyle B>0} があり、信号の振幅が {\displaystyle B} を決して超えない場合、その信号は有限（有界）である。すなわち、
- 離散時間信号では {\displaystyle \ |h[n]|\leq B\quad \forall n\in \mathbb {Z} } であり、
- 連続時間信号では {\displaystyle \ |h(t)|\leq B\quad \forall t\in \mathbb {R} } である。

## LTIシステムの時間領域条件

### 連続時間の必要十分条件
連続時間では、BIBO安定性の条件はインパルス応答が可積分であること、すなわちそのL1ノルムが存在することである。
{\displaystyle \ \int _{-\infty }^{\infty }{\left|h(t)\right|dt}=\|h\|_{1}<\infty }

### 離散時間の必要十分条件
離散時間では、BIBO安定性の条件はインパルス応答が可総和であること、すなわちその {\displaystyle \ell ^{1}} ノルムが存在することである。
{\displaystyle \ \sum _{n=-\infty }^{\infty }{\left|h[n]\right|}=\|h\|_{1}<\infty }

### 十分性の証明
インパルス応答 {\displaystyle \ h[n]} の離散な線型時不変系があるとき、入力 {\displaystyle \ x[n]} と出力 {\displaystyle \ y[n]} の関係は次のように表される。
{\displaystyle \ y[n]=h[n]*x[n]}
ここで、{\displaystyle *} は畳み込みを意味する。したがって、畳み込みの定義から次が導かれる。
{\displaystyle \ y[n]=\sum _{k=-\infty }^{\infty }{h[k]x[n-k]}}
{\displaystyle \|x\|_{\infty }} を {\displaystyle \ |x[n]|} の最大値（無限大ノルム）とする。
{\displaystyle \left|y[n]\right|=\left|\sum _{k=-\infty }^{\infty }{h[n-k]x[k]}\right|}
{\displaystyle \leq \sum _{k=-\infty }^{\infty }{\left|h[n-k]\right|\left|x[k]\right|}} （三角不等式による）
{\displaystyle \leq \sum _{k=-\infty }^{\infty }{\left|h[n-k]\right|\|x\|_{\infty }}}
{\displaystyle =\|x\|_{\infty }\sum _{k=-\infty }^{\infty }{\left|h[n-k]\right|}}
{\displaystyle =\|x\|_{\infty }\sum _{k=-\infty }^{\infty }{\left|h[k]\right|}}
もし {\displaystyle h[n]} がBIBO安定なら、{\displaystyle \sum _{k=-\infty }^{\infty }{\left|h[k]\right|}=\|h\|_{1}<\infty } となり
{\displaystyle \|x\|_{\infty }\sum _{k=-\infty }^{\infty }{\left|h[k]\right|}=\|x\|_{\infty }\|h\|_{1}}
したがって、{\displaystyle \|x\|_{\infty }<\infty } なら（有界なら）、{\displaystyle \|x\|_{\infty }\|h\|_{1}<\infty } であるため、{\displaystyle \left|y[n]\right|} も有界である。
連続時間の場合の証明も同じ論法である。

## LTIシステムの周波数領域条件

### 連続時間信号
因果性の有理連続時間系での安定性の条件は、ラプラス変換の収束半径（ROC）が虚軸を含むことである。系が因果性であれば、ROCはX軸が最大の極の実部であるような垂直線の右への開領域である。ここでいう「最大」とは、その極の実部がその系の他の全ての極よりも大きな実部を持つことを意味する。ROCを定義する最大の極の実部を収束座標（abscissa of convergence）と呼ぶ。したがって、BIBO安定性を持つには、そのシステムの全極が必ずs平面の左半分になければならない。
この安定性条件は上述の時間領域の条件から以下のように導出できる。
{\displaystyle \int _{-\infty }^{\infty }{\left|h(t)\right|dt}}
{\displaystyle =\int _{-\infty }^{\infty }{\left|h(t)\right|\left|e^{-j\omega t}\right|dt}}
{\displaystyle =\int _{-\infty }^{\infty }{\left|h(t)(1\cdot e)^{-j\omega t}\right|dt}}
{\displaystyle =\int _{-\infty }^{\infty }{\left|h(t)(e^{\sigma +j\omega })^{-t}\right|dt}}
{\displaystyle =\int _{-\infty }^{\infty }{\left|h(t)e^{-st}\right|dt}}
ここで {\displaystyle s=\sigma +j\omega } であり、かつ {\displaystyle {\mbox{Re}}(s)=\sigma =0} である。
従って、収束半径には虚軸が含まれなければならない。

### 離散時間信号
因果性の有理離散時間系での安定性の条件は、Z変換の収束半径（ROC）が単位円を含むことである。系が因果性であれば、ROCは絶対値が最大の極の絶対値を半径とする円の外の開領域である。したがって、BIBO安定性を持つには、全ての極がz平面上の単位円内になければならない。
この安定性条件は、連続時間の場合とよく似た手法で導出できる。
{\displaystyle \sum _{n=-\infty }^{\infty }{\left|h[n]\right|}=\sum _{n=-\infty }^{\infty }{\left|h[n]\right|\left|e^{-j\omega n}\right|}}
{\displaystyle =\sum _{n=-\infty }^{\infty }{\left|h[n](1\cdot e)^{-j\omega n}\right|}}
{\displaystyle =\sum _{n=-\infty }^{\infty }{\left|h[n](re^{j\omega })^{-n}\right|}}
{\displaystyle =\sum _{n=-\infty }^{\infty }{\left|h[n]z^{-n}\right|}}
ここで {\displaystyle z=re^{j\omega }} であり、かつ {\displaystyle r=|z|=1} である。
したがって、収束半径には単位円が含まれなければならない。